# América Futebol Clube (Teófilo Otoni)
L'América Futebol Clube, noto anche come América de Teófilo Otoni o semplicemente come América, è una società calcistica brasiliana con sede nella città di Teófilo Otoni, nello stato del Minas Gerais. Il nome del club è un riferimento all'America Football Club di Rio de Janeiro.

## Palmarès

### Altri piazzamenti
- Campionato Mineiro:

Semifinalista: 2011